# 京都市立第三錦林小学校
京都市立第三錦林小学校（きょうとしりつ だいさんきんりんしょうがっこう）は京都市左京区にある公立小学校である。
錦林小学校および第二錦林小学校から分立し、1923年（大正12年）11月に開校した小学校である。

## 沿革
- 1923年（大正12年）11月 - 第三錦林尋常小学校として開校[1][2]
- 1925年（大正14年）4月 - 高等科が併置され、第三錦林尋常高等小学校と改称[3]
- 1941年（昭和16年）4月-  国民学校令により京都市第三錦林国民学校と改称[4]
- 1947年（昭和22年）4月 - 学制改革により京都市立第三錦林小学校と改称[4]
- 1948年（昭和23年） - 京都市立近衛中学校開設にあたり、閉校された第二錦林小学校の校区が錦林小・第三錦林小・春日小に分割・編入された[5]。
- 1954年（昭和29年）2月 - 校歌制定[1]

## 通学区域
通学区域は、京都市の地域区分である「元学区」でいうと錦林東山学区と浄楽学区の一部（銀閣寺前町、粟田口鳥居町の全部と、浄土寺西田町、吉田神楽岡町、南禅寺草川町の一部）を除く区域である。

## 卒業後の進路
卒業後は基本的に京都市立岡崎中学校に進学する。